# Peter Haven
Peter Haven (auch Peter Harbour bzw. in der deutschen Kolonialzeit Peterhafen genannt) ist eine kleine Bucht im Osten der zur Provinz West New Britain gehörenden Insel Garove, Papua-Neuguinea. Sie ist damit Teil der Bismarcksee und des Pazifischen Ozeans.

## Geographie
Die Bucht ist etwa einen Kilometer breit und reicht etwa zwei Kilometer tief ins Land hinein. Im Norden wird die Bucht vom Cape Reinhard, auf einer kleinen Halbinsel gelegen, im Süden vom Cape Ndolli begrenzt.

## Geschichte
Ab 1899 war Garove Teil der deutschen Kolonie Neuguinea.
Die Bucht war schon zu der Zeit als guter Hafen bekannt. Eine Handels- und Pflanzungsstation der Neuguinea-Kompagnie lag an der Küste der Bucht.
1920 kam Neuguinea unter australische Mandatsverwaltung. Während des Zweiten Weltkriegs besetzte die japanische Armee die Insel. 1945 übernahm Australien die Gegend erneut unter Mandatsverwaltung.
1975 wurde Garove Teil des unabhängigen Staates Papua-Neuguinea.